# مبارزة نوبل
مبارزة نوبل: سباق بين عالمين لمدة 21 عامًا للفوز بجائزة البحث الأكثر رواجًا في العالم هو كتاب صدر عام 1981 من تأليف الصحفي العلمي نيكولاس واد. ويصف التنافس بين العلماء أندرو شالي وروجر غيليمين، اللذين أدت اكتشافاتهما في أبحاث الهرمونات إلى تقاسمهما جائزة نوبل في علم وظائف الأعضاء أو الطب عام 1977.  
كتب عالم الكيمياء الحيوية جون تي إدسال الذي كتب في إيزيس "يبدو أن وايد قد سعى جاهدًا بضمير حي لإعطاء صورة عادلة. الكتاب مثير للاهتمام باعتباره دراسة للمسار المضطرب لبعض التطورات العلمية الكبرى وكمساهمة في علم اجتماع العلم الحديث." كتب  المراجعين في مجلة نيو إنجلاند الطبية أن وايد قد ذهب بعيدًا في نسب دوافع غير جذابة للشخصيتين.  قالت مايا باينز في "عالم الكتاب" بصحيفة واشنطن بوست هذا "قد يكون الوصف الأكثر إزعاجًا للعلماء على الإطلاق". 
أجرى العديد من المراجعين مقارنات مع كتاب اللولب المزدوج لجيمس د. واتسون، الذي أرَّخ الجانب الإنساني من البحث العلمي، مع مراجعة في مجلة الجمعية الطبية الأمريكية ووصفته بأنه الأفضل بين الاثنين، على الرغم من أنه موضوع أقل أهمية.  كتب مراجعة في الرابطة الوطنية لمعلمي الأحياء : "لم يكن هناك كتاب منذ ذلك الحين... لقد استحوذ على كثافة البحث العلمي وروحه ودراماه." أطلق عليه  اسم "عوالم بعيدة" عن اللولب المزدوج في تقديم البحث على أنه "صراع قاتم لا هوادة فيه من أجل الشهرة والمجد". 